# Семюел Ґуденаф
Преподобний Семюел Ґуденаф (1743 – 1827) був єпископом Карлайла від 1808 року до своєї смерті в 1827 році, а також ботаніком, альгологом- аматором та колекціонером.
Він залишив трьох синів, усіх священнослужителів: Семюела Джеймса, Роберта Філіпа, Едмунда та чотирьох дочок.

## Почесні звання

### Членство
- Ліннеївське товариство Лондона, віце-президент і перший скарбник
- 1789:  віце-президент
- Товариство антикварів.

### Епоніми
Родини
- Goodeniaceae R.Br. corr. Dumort.

Роди
- Ґуденія (Goodenia) Sm.

Види (ботанічні)
- (Миртові) Eugenia goodenovii King
- ( Myrtaceae ) Syzygium goodenovii (King) Masam.

Види (зоологічні)
- Petroicidae Petroica goodenovii тоутоваї червонолобий